# Banska Gorica
Banska Gorica – wieś w Chorwacji, w żupanii krapińsko-zagorskiej, w gminie Tuhelj. W 2011 roku liczyła 29 mieszkańców.